# 신시아 페린 슈나이더
신시아 페린 슈나이더(Cynthia Perrin Schneider, 1953년 8월 16일 ~ )는 미국의 대학 교수 출신 여성 외교관 겸 정치인이다.

## 생애
미국 펜실베이니아 주 해리스버그에서 출생하였고 지난날 한때 미국 메릴랜드 주 아나폴리스에서 잠시 유아기를 보낸 적이 있는 그녀는 미국 프린스턴 대학교 겸임교수를 지냈으며 그 후 네덜란드 주재 미국 대사관 대사를 지냈다.

### 주요 경력
- 1998년 7월 28일 ~ 1998년 9월 2일 : 네덜란드 주재 미국 대기대사 임서서리
- 1998년 9월 2일 ~ 1999년 6월 29일 : 네덜란드 주재 미국 대사 직무대리
- 1999년 6월 29일 ~ 2001년 6월 17일 : 네덜란드 주재 미국 대사

### 주요 이력
- 前 미국 프린스턴 대학교 겸임교수

### 학력
- 미국 하버드 대학교 미술학과 학사
- 미국 하버드 대학교 대학원 외교학과 사회과학 석사
- 미국 하버드 대학교 대학원 철학박사